# 黄语扬
黄语扬（1933年—），男，壮族，广西东兰人，中华人民共和国政治人物，曾任广西壮族自治区政协副主席，第八届全国政协委员。